# Collegio uninominale Marche - 03 (Senato della Repubblica)
Il collegio elettorale uninominale Marche - 03 è stato un collegio elettorale uninominale della Repubblica Italiana per l'elezione del Senato tra il 2017 ed il 2022.

## Territorio
Come previsto dalla legge elettorale italiana del 2017, il collegio era stato definito tramite decreto legislativo all'interno della circoscrizione Marche.
Era formato dal territorio di 82 comuni: Acquasanta Terme, Acquaviva Picena, Altidona, Amandola, Appignano del Tronto, Arquata del Tronto, Ascoli Piceno, Belmonte Piceno, Campofilone, Carassai, Castel di Lama, Castignano, Castorano, Civitanova Marche, Colli del Tronto, Comunanza, Cossignano, Cupra Marittima, Falerone, Fermo, Folignano, Force, Francavilla d'Ete, Grottammare, Grottazzolina, Lapedona, Loreto, Magliano di Tenna, Maltignano, Massa Fermana, Massignano, Monsampietro Morico, Monsampolo del Tronto, Montalto delle Marche, Montappone, Monte Giberto, Monte Rinaldo, Monte San Giusto, Monte San Pietrangeli, Monte Urano, Monte Vidon Combatte, Monte Vidon Corrado, Montecosaro, Montedinove, Montefalcone Appennino, Montefiore dell'Aso, Montefortino, Montegallo, Montegiorgio, Montegranaro, Monteleone di Fermo, Montelparo, Montelupone, Montemonaco, Monteprandone, Monterubbiano, Montottone, Moresco, Morrovalle, Offida, Ortezzano, Palmiano, Pedaso, Petritoli, Ponzano di Fermo, Porto Recanati, Porto San Giorgio, Porto Sant'Elpidio, Potenza Picena, Rapagnano, Recanati, Ripatransone, Roccafluvione, Rotella, San Benedetto del Tronto, Santa Vittoria in Matenano, Sant'Elpidio a Mare, Servigliano, Smerillo, Spinetoli, Torre San Patrizio, Venarotta.
Il collegio era parte del collegio plurinominale Marche - 01.

## Eletti
| Elezione | Elezione | Senatore     | Partito            |
| -------- | -------- | ------------ | ------------------ |
|          | 2018     | Giorgio Fede | Movimento 5 Stelle |

## Dati elettorali

### XVIII legislatura
Come previsto dalla legge elettorale, 116 senatori erano eletti con sistema a maggioranza relativa in altrettanti collegi uninominali a turno unico.
| Candidati              | Candidati              | Voti    | %     | Liste                                | Voti    | %     |
| ---------------------- | ---------------------- | ------- | ----- | ------------------------------------ | ------- | ----- |
|                        | Giorgio Fede ✔️ Eletto | 101 970 | 37,04 | Movimento 5 Stelle                   | 101 970 | 37,04 |
|                        | Graziella Ciriaci      | 94 044  | 34,16 | Lega                                 | 47 320  | 17,19 |
| Forza Italia           | Graziella Ciriaci      | 94 044  | 34,16 | 30 964                               | 11,25   |       |
| Fratelli d'Italia      | Graziella Ciriaci      | 94 044  | 34,16 | 12 947                               | 4,70    |       |
| Noi con l'Italia - UDC | Graziella Ciriaci      | 94 044  | 34,16 | 2 813                                | 1,02    |       |
|                        | Emanuela Di Cintio     | 58 541  | 21,27 | Partito Democratico                  | 52 636  | 19,12 |
| +Europa                | Emanuela Di Cintio     | 58 541  | 21,27 | 3 980                                | 1,45    |       |
| Civica Popolare        | Emanuela Di Cintio     | 58 541  | 21,27 | 1 009                                | 0,37    |       |
| Italia Europa Insieme  | Emanuela Di Cintio     | 58 541  | 21,27 | 916                                  | 0,33    |       |
|                        | Flavia Mandrelli       | 6 785   | 2,46  | Liberi e Uguali                      | 6 785   | 2,46  |
|                        | Michele Sgariglia      | 3 718   | 1,35  | CasaPound                            | 3 718   | 1,35  |
|                        | Celeste Polverini      | 2 705   | 0,98  | Il Popolo della Famiglia             | 2 705   | 0,98  |
|                        | Lucia Interlenghi      | 2 669   | 0,97  | Potere al Popolo!                    | 2 669   | 0,97  |
|                        | Lucia Firmani          | 1 783   | 0,65  | Partito Comunista                    | 1 783   | 0,65  |
|                        | Alessandro Giampaoli   | 1 572   | 0,57  | Italia agli Italiani                 | 1 572   | 0,57  |
|                        | Giuseppe Neroni        | 869     | 0,32  | Partito Valore Umano                 | 869     | 0,32  |
|                        | Susanna Pugnaloni      | 359     | 0,13  | Per una Sinistra Rivoluzionaria      | 359     | 0,13  |
|                        | Mariantonietta Morelli | 270     | 0,10  | Lista del Popolo per la Costituzione | 270     | 0,10  |
| Totale                 | Totale                 | 275 285 | 100   |                                      | 275 285 | 100   |
|                        |                        |         |       |                                      |         |       |
| Voti non validi        | Voti non validi        | 8 125   | 2,87  |                                      |         |       |
| Votanti                | Votanti                | 283 410 | 76,57 |                                      |         |       |
| Elettori               | Elettori               | 370 131 |       |                                      |         |       |